# Рибний Владислав Геннадійович
Владисла́в Генна́дійович Ри́бний (1992—2024) — сержант Збройних сил України, учасник російсько-української війни.

## Життєпис
Народився 5 березня 1992 року в місті Мелітополь Запорізької області. У 8-річному віці разом з сім'єю переїхали на Київщину. Повну середню освіту здобув у Витачівській загальноосвітній школі. Вступив до професійного ліцею в місті Українка. Відслужив строкову військову службу. Працював на Київському картонно-паперовому комбінаті.
З перших днів повномасштабного вторгнення став до лав ТрО, обороняв місто Суми. Пізніше вже в складі 225-го штурмового батальйону вів бої на Куп'янському та Бахмутському напрямках.
Прикривав відхід української армії з напівоточеної Авдіївки.
Загинув 20 лютого 2024 року в районі села Ласточкине Донецької області.
Похований 12 листопада 2024 року в Обухові.

## Нагороди
- Хрест Бойових Заслуг (2025, посмертно) — за особисту мужність, виявлену у захисті державного суверенітету та територіальної цілісності України, самовіддане виконання військового обов'язку[2].
- Орден «За мужність» ІІІ ступеня (2024, посмертно) — за особисту мужність, виявлену у захисті державного суверенітету та територіальної цілісності України, самовіддане виконання військового обов'язку[3].
- Відзнака Головнокомандувача Збройних Сил України «Золотий Хрест».
- Нагрудний знак «Знак пошани».